# Never Trust a Stranger
Singles de Kim Wilde
You Came
(1988) Four Letter Word
(1988)
Never Trust a Stranger est une chanson de Kim Wilde, paru sur l'album Close et en single comme troisième extrait de Close, en 1988.

## Classements hebdomadaires
| Classement (1988-89)                   | Meilleure place |
| -------------------------------------- | --------------- |
| Royaume-Uni (Official Charts Company)  | 7               |
| Irlande (IRMA)                         | 5               |
| Allemagne (Media Control AG)           | 11              |
| Autriche (Ö3 Austria Top 40)           | 7               |
| Belgique (Flandre Ultratop 50 Singles) | 6               |
| France (SNEP)                          | 20              |
| Pays-Bas (Single Top 100)              | 3               |
| Pays-Bas (Nederlandse Top 40)          | 4               |
| Suède (Sverigetopplistan)              | 12              |
| Suisse (Schweizer Hitparade)           | 4               |